# Los Guajes
Los Guajes es una localidad del estado mexicano de Michoacán. Es parte del municipio de La Piedad.

## Demografía
| Gráfica de evolución demográfica |
|                                  |

| Censo | Población |
| ----- | --------- |
| 1900  | 601       |
| 1910  | 545       |
| 1921  | 618       |
| 1930  | 560       |
| 1940  | 705       |
| 1950  | 904       |
| 1960  | 1271      |
| 1970  | 1396      |
| 1980  | 1209      |
| 1990  | 1678      |
| 2000  | 1645      |
| 2010  | 1292      |
| 2020  | 1528      |